# Josh Keaton

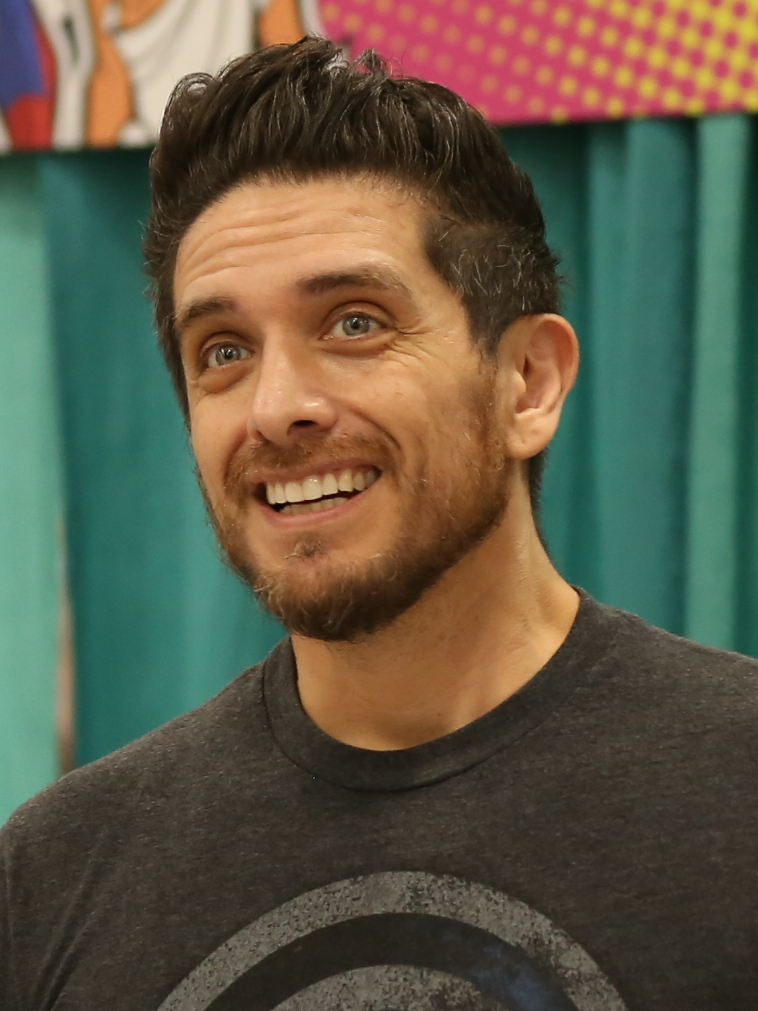
Josh Keaton (2023)

Josh Keaton (* 8. Februar 1979 in Hacienda Heights, Kalifornien, eigentlich Joshua Luis Wiener) ist ein US-amerikanischer Schauspieler und Synchronsprecher. Er ist bekannt für seine zahlreichen Synchronsprecherrollen, darunter Takashi „Shiro“ Shirogane in Voltron: Legendary Defender, Spider-Man in verschiedenen Unterhaltungsmedien, Jack Darby in Transformers: Prime und der junge Titelheld in Hercules. Er ist auch die Stimme von König Anduin Wrynn in World of Warcraft.

## Leben
Keaton wurde 1979 in Hacienda Heights als Sohn eines Vaters aus New York City und einer Mutter aus Lima, Peru, geboren. Er hat drei Schwestern: Danielle, Alitzah (Ali Navarro) und Sabrina. Er spricht fließend Spanisch, das er als Kind noch vor dem Englischen gelernt hat. Als Kind lernte er zudem von seinen Großeltern mütterlicherseits etwas Quechua zu sprechen. Sein Vater ist Jude und seine Mutter ist katholisch.

## Karriere
Keatons Karriere umfasst Fernseh-, Videospiel- und Filmarbeiten, wobei er sowohl als Schauspieler als auch als Synchronsprecher für Animationen tätig ist. Als Kleinkind trat er in einem Werbespot für OshKosh B’Gosh auf. In den 1990er Jahren war er Mitglied der Boyband No Authority und wurde von MJJ Music und später RCA Records als Solokünstler unter Vertrag genommen.
Keaton sprach die Rolle des Jules Brown in der Zeichentrickserie Zurück in die Zukunft in den Jahren 1991 bis 1992 und Major Ocelot in Metal Gear Solid 3: Snake Eater und Metal Gear Solid: Portable Ops.
Von 2008 bis 2009 synchronisierte er Peter Parker / Spider-Man in der Zeichentrickserie The Spectacular Spider-Man auf The CW. Ursprünglich sollte er die Figur im Spider-Man-Videospiel von 2002 sprechen, aber seine Synchronisation wurde gestrichen und als Harry Osborn / Green Goblin überarbeitet, als Tobey Maguire die Rolle erhielt. Er übernahm auch die Rolle des New Goblin im Videospiel Spider-Man: Freund oder Feind aus dem Jahr 2007 und erneut die des Spider-Man in mehreren Videospielen (Spider-Man: Dimensions, Marvel vs. Capcom 3 und Spider-Man: Edge of Time). Von 2017 bis 2020 lieh Keaton seine Stimme mehreren wiederkehrenden Charakteren in Spider-Man auf Disney XD. Er stellt auch den Bösewicht Electro in dem 2018 von Insomniac Games entwickelten Marvel’s Spider-Man dar, wobei er sowohl über Motion Captureing die Bewegungen als auch die Stimme für den Charakter lieferte.
Im Jahr 2011 war Keaton die Stimme von Spyro dem Drachen im Skylanders-Reboot des Franchises, von Jack Darby und Tailgate in Transformers: Prime und von Hal Jordan / Green Lantern in Green Lantern: The Animated Series. Seit 2012 ist er die Stimme von Anduin Wrynn in den Videospielen World of Warcraft und Heroes of the Storm.
Auf der WonderCon 2016 wurde bekannt gegeben, dass Keaton Shiro, eine der Hauptfiguren der Voltron-Zeichentrickserie Voltron: Legendärer Verteidiger spielen wird, die am 10. Juni 2016 exklusiv auf Netflix Premiere hatte.

## Filmografie (Auswahl)

### Synchronsprecher

#### Filme
- 1991: Snoopys Familientreffen (Snoopy’s Reunion) (TV-Special) – als Linus van Pelt
- 1993: Recycle Rex (Kurzfilm) – verschiedene Rollen
- 1997: Hercules – als junger Hercules
- 2004: Kangaroo Jack – Der Juwelenraub (Kangaroo Jack: G’Day U.S.A.!) – als Charlie Carbone
- 2006: Tierisch wild (The Wild) – verschiedene Rollen
- 2007: Winx Club – Das Geheimnis des verlorenen Königreichs (Winx Club – Il Segreto del Regno Perduto) – als König Oritel
- 2009: Firebreather (TV-Film) – als Troy Adams
- 2010: Justice League: Crisis on Two Earths – als Wally West
- 2010: Winx Club – Das Magische Abenteuer (Winx Club 3D: Magica avventura) – als König Oritel
- 2010: Superman Shazam – The Return of Black Adam – als Punk
- 2012: Scooby-Doo! Spooky Games (Special) – als Steve Lookers
- 2013: Scooby-Doo und die schaurige Vogelscheuche (Scooby-Doo! and the Spooky Scarecrow) (Special) – als Levi
- 2015: Justice League – Götter und Monster (Justice League: Gods and Monsters) – als Orion
- 2015: Gerechtigkeitsliga: Angriff der Legion der Verdammnis (Lego DC Comics Super Heroes: Justice League – Attack of the Legion of Doom!) – als Hal Jordan / Green Lantern
- 2015: The Laws of the Universe Part 0 (UFO Gakuen no Himitsu) – als Ray
- 2016: DC Super Hero Girls: Heldin des Jahres (DC Super Hero Girls: Hero of the Year) – als Hal Jordan / Green Lantern, Steve Trevor, Barry Allen / Flash
- 2016: Lego DC Comics Super Heroes: Justice League – Cosmic Clash – als Hal Jordan / Green Lantern[8]
- 2017: DC Super Hero Girls: Intergalaktische Spiele (DC Super Hero Girls: Intergalactic Games) – als Steve Trevor, Barry Allen / Flash
- 2017: Lego Scooby-Doo! Strandparty (Lego Scooby-Doo! Blowout Beach Bash) – als Tommie, Chad
- 2017: Lego DC Super Hero Girls: Im Bann des Diamanten (Lego DC Super Hero Girls: Brain Drain) – als Barry Allen / Flash
- 2018: Lego DC Super Hero Girls: Die Superschurken-Schule (LEGO DC Super Hero Girls: Super-villain High) – als Barry Allen / Flash
- 2018: DC Super Hero Girls: Legenden von Atlantis (DC Super Hero Girls: Legends of Atlantis) – als Barry Allen / Flash
- 2019: Manou – flieg’ flink! (Manou the Swift) – als Manou
- 2019: LEGO DC: Batman – Familienangelegenheiten (Lego DC Batman: Family Matters) – als Vorstandsmitglied
- 2020: LEGO DC Shazam: Magie und Monster (Lego DC Shazam!: Magic and Monsters) – als Manager, Terrance[9]
- 2020: Ben 10 gegen das Universum: Der Film (Ben 10 vs. the Universe: The Movie) – als XLR8
- 2021: Batman: Soul of the Dragon – als Jeffrey Burr
- 2022: Suzume – als Sōta Munakata[10]
- 2023: Spider-Man: Across the Spider-Verse – als Peter Parker / Spider-Man

#### Serien
- 1990: New Kids on the Block (ca. 15 Folgen)
- 1990/1991: Captain Planet (zwei Folgen) – als Pontus, Belo
- 1990–1991: Peter Pan und die Piraten (Peter Pan and the Pirates) – als Curly
- 1991–1992: Zurück in die Zukunft (Back to the Future) (25 Folgen) – als Jules Brown
- 1992: Batman (eine Folge) – als junger Michael Stromwell
- 1998: Adventures from the Book of Virtues (eine Folge) – als Sean Willis, Sir Roland
- 2005–2006: Bratz (13 Folgen) – als Eitan
- 2005: Die gruseligen Abenteuer von Billy und Mandy (The Grim Adventures of Billy & Mandy) (eine Folge) – als Fahrer, Zombie #2, Vendor
- 2007: Ben 10 (zwei Folgen) – als Tim Dean, Hector, Kind #2
- 2008–2009: The Spectacular Spider-Man (The Spectacular Spider-Man Animated Series) (26 Folgen) – als Peter Parker / Spider-Man
- 2010–2013: Transformers: Prime (45 Folgen) – als Jack Darby, Tailgate, weitere Rollen
- 2011–2015: Winx Club (42 Folgen) – Valtor, Anagan, König Oritel
- 2011: Sym-Bionic Titan (eine Folge) – als Ian
- 2011: The Super Hero Squad Show (eine Folge) – als Moon-Boy
- 2011–2013: Green Lantern: The Animated Series (26 Folgen) – als Hal Jordan / Green Lantern
- 2012–2021: Young Justice (fünf Folgen) – als Black Spider, Wilheim Vittings, Eric Needham
- 2013: Hero Factory (eine Folge) – als William Furno
- 2013: Regular Show – Völlig abgedreht (Regular Show) (eine Folge) – als Auto T
- 2013/2017: Doc McStuffins, Spielzeugärztin (Doc McStuffins) (zwei Folgen) – als Johnny Foosball
- 2015: Justice League: Gods and Monsters Chronicles (zwei Folgen) – Berater, Kobra-Wachmann
- 2015–2017: Die Mr. Peabody & Sherman Show (The Mr. Peabody & Sherman Show) (sieben Folgen) – als Mr. Yakamora, Wilbur Wright, JosB Guapo
- 2015–2017: DC Super Hero Girls – als Hal Jordan, Barry Allen, Steve Trevor
- 2015–2017: Bleib cool, Scooby-Doo! (Be Cool, Scooby-Doo!) (fünf Folgen) – verschiedene Rollen
- 2016–2018: Voltron: Legendärer Verteidiger (Voltron: Legendary Defender) (69 Folgen) – als Takashi „Shiro“ Shirogane[7]
- 2016–2018: Kulipari (23 Folgen) – als Darel
- 2016–2021: Ben 10 (32 Folgen) – als XLR8, SixSix, Acid Breath, weitere Rollen
- 2017–2018: Justice League Action (drei Folgen) – als Hal Jordan / Green Lantern
- 2017: Ant-Man (sechs Folgen) – als Scott Lang / Ant-Man[11]
- 2017–2018: Stretch Armstrong und die Flex Fighters (Stretch Armstrong & the Flex Fighters) (sieben Folgen) – als Gabe, Kyle, Ben Leonard, Navy-Offizier, Gabe-Farious
- 2017–2020: Spider-Man (17 Folgen) – als Norman Osborn / Dark Goblin, John Jameson, Ollie Osnick / Steel Spider, Spider-King, weitere Rollen
- 2017–2020: Elena von Avalor (Elena of Avalor) (fünf Folgen) – als Miguel, Andres
- 2018: Guardians of the Galaxy (eine Folge) – als Scott Lang / Ant-Man
- 2019: Trolls – Die Party geht weiter! (Trolls: The Beat Goes On!) (zwei Folgen) – als Mr. Glittercakes, Thistle McCall
- 2020–2022: Das ist Pony! (It’s Pony) (21 Folgen) – als Heston
- 2021–2022: Dota: Dragon’s Blood (16 Folgen) – als Bram
- 2021–2023: What If…? (sieben Folgen) – als Steve Rogers / Captain America[12]
- 2021–2024: Arcane – als Deckard, Salo, weitere Rollen[13]
- 2022: Dragon Age: Absolution (sechs Folgen) – als Rezaren, Tevinter Mage[14]
- 2022: Star Wars: Geschichten der Jedi (Star Wars: Tales of the Jedi) (eine Folge) – als Senator Dagonets Sohn
- 2023/2024: Moon Girl und Devil Dinosaur (zwei Folgen) – Angelo, weitere Rollen
- 2023: Die Pokémon-Concierge (Pokémon Concierge) (vier Folgen) – als Tyler
- 2025: Der freundliche Spider-Man aus der Nachbarschaft (Your Friendly Neighborhood Spider-Man) (eine Folge) – als Richard Parker

#### Videospiele
- 1997: Disney’s Animated Storybook: Hercules – als junger Hercules
- 2002: Spider-Man – als Harry Osborn
- 2003: Bärenbrüder (Brother Bear) – als Kenai
- 2004: Onimusha 3: Demon Siege – als Ranmaru Mori
- 2004: Spider-Man 2 – als Harry Osborn
- 2004: Shellshock: Nam ’67 – als Tick Tock
- 2004: Metal Gear Solid 3: Snake Eater – als Major Ocelot
- 2005: Area 51 – als Crispy
- 2005: Psychonauts – als Lungfish Zealot, Dingo Inflagrante, Matador
- 2005: X-Men Legends II: Rise of Apocalypse – als Cyclops
- 2005: SOCOM U.S. Navy SEALs: Fireteam Bravo – als Lonestar
- 2006: Naruto: Clash of Ninja 2 – als Mizuki
- 2006: Age of Empires III: The WarChiefs – als Chayton Black
- 2006: Marvel: Ultimate Alliance – als Human Torch
- 2006: Need for Speed: Carbon – als Sal Mustela (gemeinsam mit Elias Toufexis)
- 2006: SOCOM U.S. Navy SEALs: Fireteam Bravo 2 – als Lonestar
- 2006: Metal Gear Solid: Portable Ops – als Major Ocelot
- 2007: God of War II – als junger Spartaner
- 2007: Spider-Man 3 – als Apocalypse Thug
- 2007: Spider-Man: Friend or Foe – als Harry Osborn / New Goblin
- 2008: Lost Planet: Extreme Condition – als Wayne
- 2008: No More Heroes – als Destroyman
- 2008: Ninja Gaiden II – als Ryu Hayabusa
- 2009: Leisure Suit Larry: Box Office Bust – als Larry Lovage
- 2009: Terminator: Die Erlösung (Terminator Salvation) – als Soldat des Widerstands
- 2009: Wolkig mit Aussicht auf Fleischbällchen (Cloudy with a Chance of Meatballs) – als Brent McHale
- 2009: Ninja Gaiden Sigma 2 – als Ryu Hayabusa
- 2009: Marvel Super Hero Squad – als Spider-Man
- 2009: Jak and Daxter: The Lost Frontier – als Jak
- 2010: Kingdom Hearts Birth by Sleep – als junger Hercules
- 2010: No More Heroes 2: Desperate Struggle – als New Destroyman
- 2010: StarCraft II: Wings of Liberty – als Valerian Mengsk[15]
- 2010: Spider-Man: Shattered Dimensions – als Peter Parker / Ultimate Spider-Man
- 2010: Marvel Super Hero Squad: The Infinity Gauntlet – als Spider-Man
- 2010: Splatterhouse – als Rick Taylor
- 2011: Marvel vs. Capcom 3: Fate of Two Worlds – als Peter Parker / Spider-Man
- 2011: Spider-Man: Edge of Time – als Peter Parker / Spider-Man
- 2011: Skylanders: Spyro’s Adventure – als Spyro
- 2011: Ultimate Marvel vs. Capcom 3 – als Peter Parker / Spider-Man
- 2011: Star Wars: The Old Republic – verschiedene Rollen
- 2012: Skylanders: Giants – als Spyro
- 2012: Transformers: Prime – The Game – als Jack Darby, Vehicon-Auto, Vehicon-Jet
- 2012: PlayStation All-Stars Battle Royale – als Jak
- 2012: World of Warcraft: Mists of Pandaria – als Prinz Anduin Wrynn
- 2013: StarCraft II: Heart of the Swarm – als Valerian Mengsk
- 2013: Marvel Heroes – als Captain Marvel
- 2013: The Last of Us – verschiedene Rollen
- 2013: Skylanders: Swap Force – als Spyro
- 2013: Batman: Arkham Origins – als Dick Grayson / Robin
- 2013: Knack – als Lucas
- 2014: Lightning Returns: Final Fantasy XIII – verschiedene Rollen
- 2014: Skylanders: Trap Team – als Spyro, Spry, Knight Light
- 2014: Call of Duty: Advanced Warfare – verschiedene Rollen
- 2014: Lego Batman 3: Beyond Gotham – als Hal Jordan / Green Lantern, Billy Batson / Shazam, Dick Grayson / Nightwing, Kyle Rayner / White Lantern[16]
- 2015: Battlefield Hardline – verschiedene Rollen
- 2015: Infinite Crisis – als Aquaman[17]
- 2015: Heroes of the Storm – als Anduin Wrynn
- 2015: Lego Jurassic World – als Billy Brennan
- 2015: Mad Max – als Jeet, weitere Rollen
- 2015: Skylanders: SuperChargers – als Spyro, Spry, Knight Light
- 2015: Lego Dimensions – als Gamer
- 2016: King’s Quest – als junger Graham
- 2016: Star Ocean: Integrity and Faithlessness – als Tiffan Delacroix
- 2016: World of Warcraft: Legion – als König Anduin Wrynn
- 2016: World of Final Fantasy – als Lann
- 2016: Final Fantasy XV – als Talcott Hester
- 2016: Let It Die – als Meijin
- 2017: Horizon Zero Dawn – als Avad
- 2017: Prey – verschiedene Rollen
- 2017: Knack II – als Lucas
- 2017: DreamWorks Voltron VR Chronicles – als Shiro
- 2018: World of Warcraft: Battle for Azeroth – als König Anduin Wrynn
- 2018: Spider-Man – als Max Dillon / Electro
- 2018: Lego DC Super-Villains – als Hal Jordan / Green Lantern, Blue Beetle
- 2018: Adventure Time: Pirates of the Enchiridion – verschiedene Rollen
- 2019: Marvel Ultimate Alliance 3: The Black Order – als Scott Lang / Ant-Man
- 2019: Death Stranding – als Schrotthändler
- 2020: Final Fantasy VII Remake – als Narjin
- 2020: Marvel’s Iron Man VR – als Tony Stark / Iron Man
- 2020: World of Warcraft: Shadowlands – als König Anduin Wrynn
- 2021: No More Heroes III – als Destroyman True Face, Mass Production Destroyman, Mysterious Man[18]
- 2021: Psychonauts 2 – verschiedene Rollen
- 2021: Apex Legends Mobile – als Fade
- 2022: Horizon Forbidden West – als Avad
- 2022: Star Ocean: The Divine Force – verschiedene Rollen[19]
- 2022: Marvel’s Midnight Suns – als Tony Stark / Iron Man
- 2023: Justice League: Cosmic Chaos – als Flash, Skeets, Alex[20]
- 2023: Star Trek: Resurgence – als Carter Diaz
- 2024: World of Warcraft: The War Within – als König Anduin Wrynn
- 2024: Horizon Zero Dawn Remastered – als Avad
- 2024: Marvel Rivals – als Tony Stark / Iron Man

### Schauspieler

#### Filme
- 1991: Mein Weihnachtswunsch (All I Want for Christmas)
- 1992: Die Zeitungsjungen (Newsies)
- 1996: Eine Liebe für die Unendlichkeit (Infinity)
- 1996: Judge and Jury
- 1996: Same River Twice
- 1997: Just Write – Alles aus Liebe (Just Write)
- 1998: Komiker lieben anders (The Souler Opposite)
- 1999: Verhängnisvolle Vergangenheit (A Murder on Shadow Mountain) (TV-Film)
- 1999: Chimera House
- 2003: Die Stevens schlagen zurück (The Even Stevens Movie) (TV-Film)
- 2007: Up-In-Down Town (Kurzfilm)

#### Serien
- 1993: Dr. Quinn – Ärztin aus Leidenschaft (Dr. Quinn, Medicine Woman) (zwei Folgen)
- 1994: Someone Like Me (eine Folge)
- 1994: Das Leben und Ich (Boy Meets World) (zwei Folgen)
- 1995: Sister, Sister (eine Folge)
- 1995–1996: Was ist los mit Alex Mack? (The Secret World of Alex Mack) (sieben Folgen)
- 1996: California Highschool 2 (Saved by the Bell: The New Class) (eine Folge)
- 1997: Chicago Hope – Endstation Hoffnung (Chicago Hope) (eine Folge)
- 1997: Eine starke Familie (Step by Step) (eine Folge)
- 1997: Baywatch – Die Rettungsschwimmer von Malibu (Baywatch) (eine Folge)
- 1997: General Hospital
- 1999: Ein Hauch von Himmel (Touched by an Angel) (eine Folge)
- 1999–2000: Schatten der Leidenschaft (The Young and the Restless) (zehn Folgen)
- 2002: Boston Public (eine Folge)
- 2002: Emergency Room – Die Notaufnahme (ER) (eine Folge)
- 2004: Will & Grace (zwei Folgen)
- 2006: Bones – Die Knochenjägerin (Bones) (eine Folge)
- 2014: Scorpion (eine Folge)

## Hörbücher
- 2015: Rain of the Ghosts – als Tommy McMinn, Chris LeVell